# Phelister erraticus
Phelister erraticus är en skalbaggsart som beskrevs av Sylvain Auguste de Marseul 1887. Phelister erraticus ingår i släktet Phelister och familjen stumpbaggar. Inga underarter finns listade i Catalogue of Life.